# Таймыр (ракета-носитель)
«Таймыр» — семейство модульных ракет-носителей (РН) сверхлёгкого класса российской компании «Лин Индастриал» с диапазоном полезных нагрузок от 10 кг до 180 кг на низкой околоземной орбите. РН сможет запускать малые космические аппараты массой до 180 килограммов. Проект был остановлен. 

## История создания
Планируемый график работ состоит из трёх этапов: в 2016 году — создание аванпроекта космического носителя, в 2016—2018 годах — высотного прототипа РН и запуск на высоту до 100 километров, а 2023 годy — постройка космического РН первый пуск со спутником на орбиту.

## Конструкция

### Система управления
Управление — с помощью газовых сопел и решетчатых воздушных рулей. Предполагается использовать малогабаритную систему управления на базе MEMS-датчиков угловых скоростей и микроконтроллеров с ядром ARM.

### Двигатель
Особенностью двигателя на 400 кгс будет широкое использование композиционных материалов. Двигатель будет использоваться на первой и второй ступенях РН «Таймыр».

### Используемое топливо
Систему подачи топлива изначально планировалось сделать баллоно-вытеснительной, но её решили изменить, теперь топливо будут подавать электро насосы. В качестве горючего, по утверждению разработчиков, будет использоваться керосин, а окислителя — концентрированная перекись водорода.